# Кольонія-Сьвенте
Кольонія-Сьвенте (пол. Kolonia Święte) — село в Польщі, у гміні Ваґанець Александровського повіту Куявсько-Поморського воєводства.
Населення — 112 осіб (2011).
У 1975-1998 роках село належало до Влоцлавського воєводства.

## Демографія
Демографічна структура станом на 31 березня 2011 року:
|          | Загалом | Допрацездатний вік | Працездатний вік | Постпрацездатний вік |
| -------- | ------- | ------------------ | ---------------- | -------------------- |
| Чоловіки | 51      | 10                 | 36               | 5                    |
| Жінки    | 61      | 15                 | 33               | 13                   |
| Разом    | 112     | 25                 | 69               | 18                   |